# Burleigh County
Das Burleigh County ist ein County im Bundesstaat North Dakota der Vereinigten Staaten. Der Verwaltungssitz (County Seat) ist Bismarck.

## Geographie
Das County liegt etwas südlich des geographischen Zentrums von North Dakota und hat eine Fläche von 4320 Quadratkilometern, wovon 91 Quadratkilometer Wasserfläche sind. Es grenzt im Uhrzeigersinn an folgende Countys: Sheridan County, Kidder County, Emmons County, Morton County, Oliver County und McLean County.

## Geschichte
Burleigh County wurde 1873 gebildet. Benannt wurde es nach Walter A. Burleigh, einem Politiker und Delegierten des Dakota-Territoriums im 39. und 40. US-Kongress.

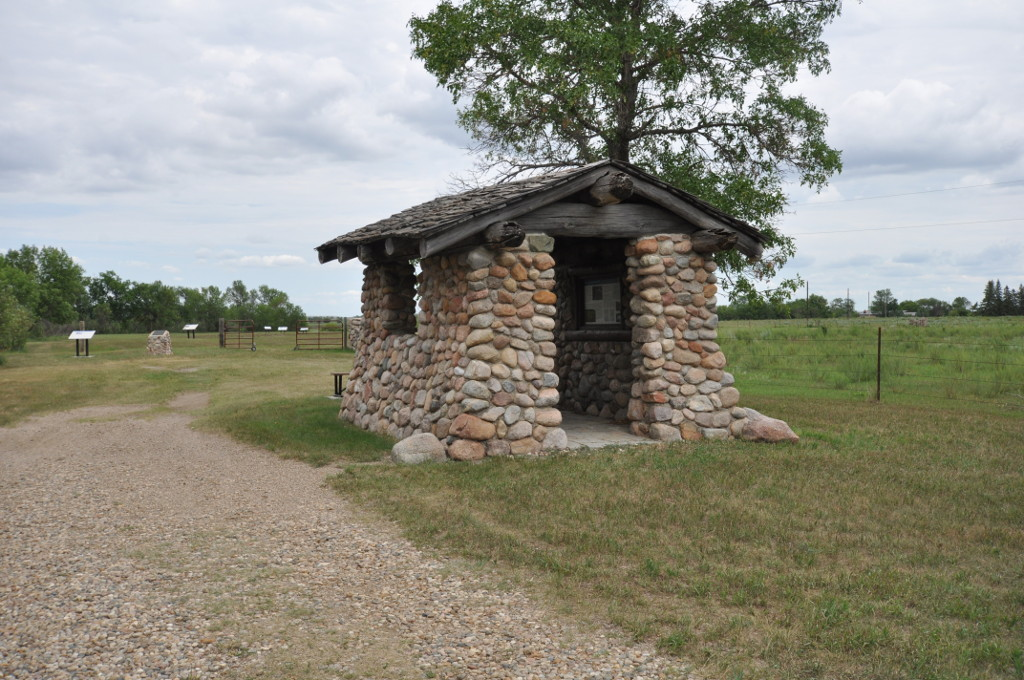
Menoken Indian Village Site (2017)

Im County liegt eine National Historic Landmark, die Menoken Indian Village Site. 25 Bauwerke und Stätten des Countys sind im National Register of Historic Places eingetragen (Stand 20. März 2018).

## Demografische Daten
Nach der Volkszählung im Jahr 2000 lebten im Burleigh County 69.416 Menschen in 27.670 Haushalten und 18.206 Familien. Die Bevölkerungsdichte betrug 16 Einwohner pro Quadratkilometer. Ethnisch betrachtet setzte sich die Bevölkerung zusammen aus 95,03 Prozent Weißen, 0,26 Prozent Afroamerikanern, 3,28 Prozent amerikanischen Ureinwohnern, 0,40 Prozent Asiaten, 0,03 Prozent Bewohnern aus dem pazifischen Inselraum und 0,16 Prozent aus anderen ethnischen Gruppen; 0,85 Prozent stammten von zwei oder mehr Ethnien ab. 0,67 Prozent der Bevölkerung waren spanischer oder lateinamerikanischer Abstammung.

Alterspyramide des Burleigh County

Von den 27.670 Haushalten hatten 32,6 Prozent Kinder und Jugendliche unter 18 Jahre, die bei ihnen lebten. 54,0 Prozent waren verheiratete, zusammenlebende Paare, 8,7 Prozent waren allein erziehende Mütter, 34,2 Prozent waren keine Familien, 28,1 Prozent waren Singlehaushalte und in 9,5 Prozent lebten Menschen im Alter von 65 Jahren oder darüber. Die Durchschnittshaushaltsgröße betrug 2,42 und die durchschnittliche Familiengröße lag bei 2,99 Personen.
Auf das gesamte County bezogen setzte sich die Bevölkerung zusammen aus 24,7 Prozent Einwohnern unter 18 Jahren, 11,0 Prozent zwischen 18 und 24 Jahren, 29,3 Prozent zwischen 25 und 44 Jahren, 22,5 Prozent zwischen 45 und 64 Jahren und 12,4 Prozent waren 65 Jahre alt oder darüber. Das Durchschnittsalter betrug 36 Jahre. Auf 100 weibliche Personen kamen 95,5 männliche Personen. Auf 100 Frauen im Alter von 18 Jahren oder darüber kamen statistisch 93,5 Männer.
Das jährliche Durchschnittseinkommen eines Haushalts betrug 41.309 USD, das Durchschnittseinkommen der Familien betrug 52.085 USD. Männer hatten ein Durchschnittseinkommen von 34.753 USD, Frauen 22.473 USD. Das Prokopfeinkommen betrug 20.436 USD. 5,3 Prozent der Familien und 7,8 Prozent der Bevölkerung lebten unterhalb der Armutsgrenze. Davon waren 8,8 Prozent Kinder oder Jugendliche unter 18 Jahre und 7,5 Prozent waren Menschen über 65 Jahre.